# Atso Aho
Atso Aho (1938. szeptember 25. –) finn rali-navigátor.

## Pályafutása
1973 és 1981 között összesen tizennyolc világbajnoki versenyen navigált.
Hannu Mikkola navigátoraként egy futamgyőzelmet szerzett a világbajnokságon; kettősük 1975-ben megnyerte a finn versenyt.
Pályafutása alatt olyan neves versenyzőkkel dolgozott együtt, mint Markku Alén, Simo Lampinen, Ari Vatanen és Timo Mäkinen.

### Rali-világbajnoki győzelem
| #  | Dátum                  | Rali      | Versenyző     | Autó           | Összefoglaló |
| -- | ---------------------- | --------- | ------------- | -------------- | ------------ |
| 1. | 1975. augusztus 29-31. | Finn rali | Hannu Mikkola | Toyota Corolla | Összefoglaló |